# Halandża
Halandża (arab. حلنجة) – wieś w Syrii, w muhafazie Aleppo, w dystrykcie Ajn al-Arab. W 2004 roku liczyła 229 mieszkańców.